# Zlata Gjungjenac
Zlata Gjungjenac, slovenska sopranistka, pevska pedagoginja, operna in koncertna pevka hrvaškega rodu, * 12. marec 1898, Čazma, † 26. januar 1982, Zagreb.

## Življenje in delo
Solopetje je študirala v Zagrebu in na Dunaju. Nastopati je začela leta 1919, od leta 1931 do 1936 ter od 1946 do upokojitve je bila solistka ljubljanske Opere SNG. Vmes je redno nastopala v Zagrebu in Beogradu, občasno pa tudi v Pragi, Trstu, Berlinu, Brnu in na Dunaju.
Bila je lirski sopran izrednih pevskih zmožnosti in odlična igralka. Na opernih deskah je poustvarila celo vrsto klasičnih sopranskih vlog. Zanimivo je, da je v operi Hoffmannove pripovedke v enem samem večeru odpela vse štiri vloge, kar je še danes redek primer v svetu.
Priznana je bila tudi kot pevska pedagoginja; med letoma 1947 in 1952 je solopetje poučevala v Ljubljani, od leta 1955 pa v Beogradu.